# Ведоснур
Ведоснур (мар. Ведаснур) — деревня в Сернурском районе Республики Марий Эл. Входит в состав Сердежского сельского поселения.

## География
Находится в северо-восточной части республики Марий Эл на расстоянии приблизительно 7 км на восток-юго-восток от районного центра посёлка Сернур.

## История
Основана как починок. В 1836 году в 18 дворах проживали 126 человек. В 1858 году проживали 238 человек. В 1884—1885 годах в 63 дворах проживали 407 человек, русские. В 1926 году в 85 дворах проживал 421 житель. В 1975 году в 19 хозяйствах проживали 84 человека. К 2004 году осталось 2 жилых дома. В советское время работали колхозы имени Ворошилова, имени Сталина, «Дружба», «Сила», «Победа», затем в ЗАО «Сердежское».

## Население
Население составляло 3 человека (русские 100 %) в 2002 году, 3 в 2010.

## Известные уроженцы
Пасынков Иван Иванович (1907—1982) — советский государственный и хозяйственный деятель. Депутат Верховного Совета СССР 3-го созыва (1950—1954).